# Gayle Ferraro
Gayle Ferraro es una directora de cine asentada en Nueva York conocida por el documental To Catch a Dollar: Muhammad Yunus Banks on American (2010)La primera película de Gayle Ferraro, Dieciséis Decisiones (2000), es un documental que explora el impacto del banco Grameen de Muhammad Yunus en las mujeres pobres de Bangladesh. Ferraro también produjo y dirigió Anonymously Yours (2002), un documental sobre el tráfico sexual en Birmania, y Ganges: River to Heaven (2003), un documental sobre un hospicio en Varanasi, India.